# Załęcze Małe
Załęcze Małe – wieś w Polsce położona w województwie łódzkim, w powiecie wieluńskim, w gminie Pątnów.

## Historia
Miejscowość historycznie należy do ziemi wieluńskiej oraz pierwotnie związana była z Wielkopolską. Ma metrykę średniowieczną i istnieje co najmniej od XV wieku. Wymieniona pierwszy raz w dokumencie zapisanym po łacinie w 1441 jako "Zalacze Minor, Male Zalancze" .
Miejscowość została odnotowana w historycznych dokumentach własnościowych, prawnych i podatkowych. W 1441 arcybiskup odnowił Piotrowi Golajowi przywilej na sołectwo w Załężu Małym, mającym m.in. 4 łany, karczmę, 3 kramy, jednego zagrodnika, sadzawkę na strudze Rudnej, dąbrowę koło strugi Krępej, oraz trzeci denar z sądownictwa według prawa średzkiego .
W 1511 miejscowość liczyła 5 łanów kmiecych i na 3 polach 3 łany. W 1518 miała 5 łanów. W 1520 wieś leżała w parafii Mierzyce. Kmiecie dawali prepozytowi wieluńskiemu po 3 grosze w ramach dziesięciny, a sołtys dawał dziesięcinę plebanowi w Kamionie. W 1552 miejscowość była wsią arcybiskupią i leżała w powiecie wieluńskim, parafii Kamion. Gospodarowało w niej 5 kmieci, a jeden łan należał do sołtysa. W 1563 własność kapituły gnieźnieńskiej w parafii Kamion. Liczyła 5 kmieci na 5 łanach, jednego zagrodnika. W okolicy wsi, na Warcie, stał także młyn z piłą .
W końcu XVI wieku wieś kapituły katedralnej gnieźnieńskiej w powiecie wieluńskim województwa sieradzkiego. W latach 1975–1998 miejscowość administracyjnie należała do województwa sieradzkiego.
26 listopada 1915 we wsi otwarto pierwszą szkołę, w której nauczycielem był Franciszek Ruszkowski. Odnotowano, iż w 1920 na potrzeby wojenne mieszkańcy wsi ofiarowali pamiątki rodzinne w złocie i srebrze, także obrączki ślubne, zamieniając je na żelazne.